# Viguiera triloba
Viguiera triloba là một loài thực vật có hoa trong họ Cúc. Loài này được (A.Gray) Olsen miêu tả khoa học đầu tiên năm 1979.